# Synonymes
Synonymes (englischsprachiger Festivaltitel Synonyms, dt.: Synonyme) ist ein Filmdrama des israelischen Regisseurs Nadav Lapid, das am 13. Februar 2019 im Wettbewerb der Internationalen Filmfestspiele Berlin seine Premiere feierte und am 27. März 2019 in die französischen Kinos kam. Der Film erzählt eine von den Erfahrungen des Regisseurs geprägte Geschichte über einen jungen Israeli in Paris (dargestellt von Tom Mercier), dem sein Leben im eigenen Land unerträglich und unmöglich geworden ist. Der Film wurde auf der Berlinale mit dem Goldenen Bären, dem Hauptpreis des Festivals, ausgezeichnet.

## Handlung
Der junge Israeli Yoav ist gerade mit höchsten Erwartungen nach Paris gekommen. Er versucht in Frankreich, sich so schnell wie möglich seiner Nationalität zu entledigen und seine Herkunft auszulöschen. Hierfür muss er den Einbürgerungstest bestehen. Sein Großvater war einst aus Litauen nach Palästina ausgewandert. Fortan soll kein hebräisches Wort mehr über seine Lippen kommen.
In seiner ersten Nacht in Paris findet Yoav die gemietete Altbauwohnung ausgeräumt vor. Da es zudem bitterkalt ist, versucht er, sich im Badezimmer aufzuwärmen. In der Zwischenzeit stiehlt man ihm Kleidung und Gepäck. Nackt und bibbernd steht er im Hausflur und klopft panisch an anderen Türen. Erst am Morgen wird er von einem jungen Paar gerettet, das ihn in seine luxuriöse Wohnung aufnimmt und neu einkleidet. Yoav erhält nicht nur einen schicken senfgelben Mantel und ein Handy, sondern auch ein dickes Bündel Geld. Der vermögende Industriellensohn Emile, der sich gleich zu ihm hingezogen fühlt, schreibt gerade an einem Roman. Seine Mitbewohnerin und Freundin Caroline studiert Oboe am Konservatorium und war laut Emile früher sexsüchtig. Auch wenn Yoav bald aus Emiles und Carolines Wohnung auszieht und sich eine kleine, baufällige Einzimmerwohnung nimmt, bleibt er mit ihnen in Kontakt.
Ein Französischwörterbuch wird zum ständigen Begleiter in Yoavs neuem Leben, und er beginnt, auf der Straße französische Synonyme vor sich her zu sagen. Bei seinem neuen Job als Sicherheitsmitarbeiter im israelischen Konsulat macht er sich mit seiner antiisraelischen Haltung und seiner Weigerung, Hebräisch zu sprechen, nicht beliebt. Sein Kollege Yaron empfindet Europa als ein Hornissennest des Antisemitismus, dessen Kern Frankreich ist. Er hat die Angewohnheit, Passanten auf der Straße oder in der Metro mit seiner jüdischen Herkunft zu konfrontieren, um so antisemitische Reaktionen zu provozieren. Yoavs Freundschaft mit ihm hält nicht lange. Auch seinen Job ist Yoav schnell wieder los, als er bei strömendem Regen die wartende Menge ohne Überprüfung ins Konsulat lässt und lautstark „offene Grenzen“ skandiert.
Als Yoavs Vater nach Paris kommt, weigert er sich, ihn zu treffen und schickt stattdessen Emile. Dennoch kommt sein Vater in Kontakt mit ihm und überlässt ihm Geld. Yoav weigert sich aber, mit ihm Hebräisch zu sprechen und bittet ihn auf Englisch, abzureisen. Emile betrachtet zusehends sein Leben im Vergleich zu Yoavs als „banal“. Daraufhin „schenkt“ Yoav seinem Freund seine Lebensgeschichten. Auch beginnt Yoav eine Affäre mit Caroline und verheiratet sich auf Bestreben von Emile mit ihr, um leichter an einen französischen Pass zu gelangen. Dafür muss er aber einen Integrationskurs besuchen.
Um Geld zu verdienen, bietet sich Yoav zwischenzeitlich per Annonce als Aktmodell an. Daraufhin gelangt er unwissentlich an einen Pornoproduzenten. Als er gedrängt wird, sich vor der Kamera den Finger in den Anus einzuführen und seine Muttersprache zu sprechen, wird er nervös und wechselt erstmals wieder ins Hebräische zurück. Von einem späteren Pornodreh mit einer Libanesin flüchtet er, als er gezwungen wird, eine Soldatenuniform anzuziehen. Seine Filmpartnerin weigert sich daraufhin, mit ihm vor der Kamera Sex zu haben. Yoav flüchtet zu Emile, den er kurz darauf darum bittet, seine Geschichten wieder zurückzubekommen. Emile willigt ein. Yoav überkommt aber bald das Gefühl, dass Emile der Freundschaft mit Caroline und ihm überdrüssig ist. Es kommt zum Bruch mit Caroline, als Yoav einen Auftritt mit ihrem Orchester kritisiert, sich in einen Wutanfall steigert und beinahe mit einem Musiker prügelt. Daraufhin beschließt er nach sieben Monaten, Paris zu verlassen und nach Israel zurückzukehren. Als er sich von Emile verabschieden möchte, bleibt dessen Wohnungstür verschlossen. Yoav versucht daraufhin, mit Gewalt die Tür aufzubrechen.

## Produktion

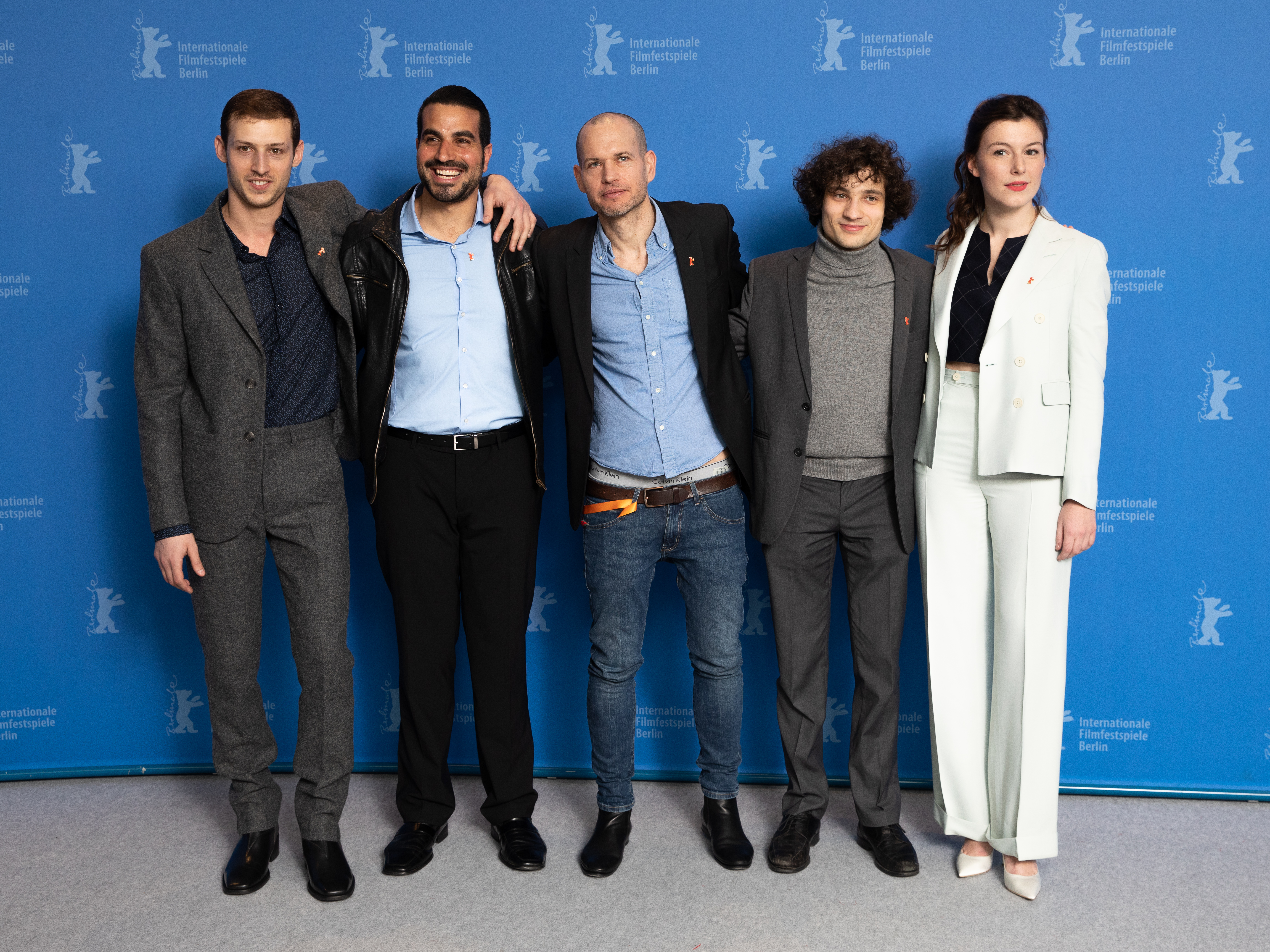
Das Filmteam von Synonymes bei der Premiere des Films auf der Berlinale 2019: v. l. n. r. Tom Mercier, Uri Hayik, Nadav Lapid, Quentin Dolmaire und Louise Chevillotte

Als Produzenten fungierten Saïd Ben Saïd und Michel Merkt. Koproduziert wurde er von SBS Productions, Pie Films, Arte France Cinéma und Maren Ades Komplizen Film. Regie führte Nadav Lapid. Der Film ist teilweise autobiografisch geprägt. Nach seinem Studium der Philosophie in Tel Aviv und seinem Militärdienst zog Lapid, wie auch sein Protagonist Yoav im Film, nach Paris und dann wieder zurück nach Israel, um ein Studium an der Sam Spiegel Film & Television School in Jerusalem aufzunehmen.
Die Hauptrolle von Yoav wurde mit dem israelischen Schauspieler Tom Mercier besetzt, der damit sein Filmdebüt gab.
Lapid kleidete ihn in den gelben Mantel, um ihn wie einen Superhelden wirken zu lassen und ihn mit einer Art Uniform auszustatten, durch die er in der Masse aus anderen Menschen heraussticht. Quentin Dolmaire und Louise Chevillotte spielen seine neuen Pariser Freunde Emile und Caroline.
Der Film erhielt eine Produktionsförderung (Aide aux Cinémas du Monde) vom Institut français, eine Projektfilmförderung von der
Deutsch-Französischen Förderkommission in Höhe von insgesamt 150.000 Euro und eine Förderung vom Centre national de la cinématographie.
Die Dreharbeiten fanden zwischen 30. Oktober und 15. Dezember 2017 in Paris und Tel Aviv statt. Als Kameramann fungierte Shaï Goldman. Der Film ist rasant geschnitten und durch Rückblenden mit Zeitsprüngen versehen, wechselt dabei von einer Szene zur anderen zwischen Yoavs Heimat und seinem neuen Zuhause. Era Lapid, die Mutter des Regisseurs, der der Film gewidmet ist, war neben François Gédigier und Neta Braun als Filmeditorin tätig. Sie starb während der Fertigstellung des Films.
Der Film feierte am 13. Februar 2019 im Rahmen der Internationalen Filmfestspiele Berlin seine Premiere und kam am 27. März 2019 in die französischen Kinos. Im Juni 2019 lief er beim Edinburgh International Film Festival. Im August 2019 wurde der Film beim Sarajevo Film Festival vorgestellt. Kinostart in Deutschland war der 5. September 2019. Ebenfalls im September 2019 wurde der Film beim Toronto International Film Festival im Rahmen der Sektion Contemporary World Cinema gezeigt, Ende September, Anfang Oktober 2019 beim New York Film Festival. Der Film wird in Deutschland auf der Plattform von Grandfilm bei Vimeo angeboten und sollte im Sommer 2020 auf DVD und Blu-ray veröffentlicht werden.

## Rezeption

### Altersfreigabe
In Deutschland wurde der Film von der FSK ab 12 Jahren freigegeben. In der Freigabebegründung heißt es, die komplexen und düsteren Themen würden sich Kindern überwiegend noch nicht erschließen, sodass für Kinder unter 12 Jahren einzelne Darstellungen von Sex und Gewalt eine überfordernde Wirkung entfalten können.

### Kritiken
Synonymes erhielt im internationalen Kritikenspiegel der britischen Fachzeitschrift Screen International 3 von 4 möglichen Sternen und führte damit die Rangliste aller Berlinale-Wettbewerbsfilme gemeinsam mit dem türkischen Beitrag Eine Geschichte von drei Schwestern an. Bei Rotten Tomatoes konnte der Film bislang 88 Prozent aller Kritiker überzeugen und erhielt hierbei eine durchschnittliche Bewertung von 7,3 der möglichen 10 Punkte.
Frank Junghänel von der Berliner Zeitung erklärt, Yoav habe das Gefühl der Zugehörigkeit verloren, doch warum das so sei, lasse Regisseur Nadav Lapid in der Schwebe, Andeutungen legten jedoch nahe, dass ein traumatisches Erlebnis während seines Militärdienstes dahinter stecken könnte: „Der Regisseur muss ganz ähnliche Erfahrungen gemacht haben, als er nach seinem Philosophiestudium und der anschließenden Armeezeit in Paris Abstand zu dem Land seiner Geburt suchte.“
Andreas Busche vom Tagesspiegel schreibt, Hauptdarsteller Tom Mercier sei eine echte Entdeckung: Er fülle die Freiräume, die Lapid ihm zugestehe, und seine athletische Physis und sein hübsches Gesicht besäßen eine unkontrollierbare Anmut. David Ehrlich von IndieWire beschreibt ihn als einen Schauspieler, der in der Lage sei, einen Film zu beherrschen, wie Daniel Day-Lewis oder Denis Lavant, und der Film werde lediglich von der Spannung getragen, die Mercier in jede Szene bringe.
Jordan Mintzer von The Hollywood Reporter erinnert Merciers Arbeit an die von Tom Hardy, der ebenso unbekleidet schauspielen könne. Vor allem in der zweiten Hälfte beweise der Film eine Intensität, die dem Anfang fehle. Insbesondere hebt Mintzer dabei die letzte Szene hervor, in der Yoav La Marseillaise vorträgt, was gut das Dilemma zum Ausdruck bringe, in dem sich der junge Israeli befinde: „Er hat alles getan, um dem militaristischen Klima Israels zu entfliehen [...], nur um dann in der Hymne die blutdurstigen Texte des französischen Staatsbürgers zu sprechen.“ So sei der eigentliche Kampf, den Yoav zu führen scheint, der gegen seine eigenen Dämonen.
Oft wurde Yoavs anfängliche Nacktheit von Filmkritikern als ein ultimativer Neuanfang, als Abstreifen der Vergangenheit empfunden, wobei sich gleichzeitig am Ende des Films zeige, dass es nie wirklich möglich ist, seine Vergangenheit völlig hinter sich zu lassen. Diese sei ein Gepäck, das wir niemals ablegen können, egal wo wir hinreisten, so Filmkritiker Knut Elstermann.
Jay Weissberg von Variety bemerkt, die Nebeneinanderstellung von französischen und übertriebenen israelischen Empfindungen führe zu einer Spannung, die die Zuschauer überfordern und möglicherweise verärgern könnte, doch diejenigen, die bereit seien, die zahlreichen Wendungen mitzumachen, erlebten gegen Ende eine Offenbarung, wenn sie den blutrünstigen Text der Marseillaise mit dem eindringlichen Zionismus der israelischen Hymne haTikwa vergleichen können.
Philipp Stadelmaier vom Filmbulletin schreibt, ebenso kühl wie Lapid auf die Figuren schaut, schaue er auf die Nationen: „Israel ist für Yoav [...] eine Nation, deren Schicksal besiegelt ist, ein Land im Dauerstress; in Paris trifft er zionistische Juden, die Kämpfe gegen Neonazis veranstalten. In Frankreich mag Yoav das Land der Menschenrechte sehen, im Einbürgerungskurs werden stolz die Werte der Republik und alle Präsidenten der Fünften Republik bis Macron doziert.“ Die Logik der Synonyme verdeutliche dabei, dass es sich bei Frankreich, wie bei der Romanze, um eine Fantasie handelt, so Stadelmaier weiter, und Begriffe wie „Menschenrechte“, „Freiheit“ und „Demokratie“ seien, entkleidet man sie bis auf die Haut, nur Worte.
In seiner begeisterten Kritik für epd Film schreibt Jens Balkenborg, der Film sei „die Geschichte einer Migration, einer Herkunftsverleumdung, ein Parisfilm inklusive einem der urfranzösischsten Thema, der Ménage-à-trois. Der Film ist vieles, vor allem aber anders. Mit einer Melange aus Sprache und Physis feiert Nadav Lapid die Magie des Kinos und kann das dank seines fantastischen Hauptdarstellers Tom Mercier (in seinem Filmdebüt!) ohne Einbußen tun.“ Es gebe viel mehr zu sehen als die Bilder zeigten in diesem Film, der nur eine Gewissheit liefere: „Dass man seine eigenen [Geschichten], so sehr man sich auch entblößt – und Yoav ist sehr oft nackt –, nicht so einfach ablegen kann.“

### Auszeichnungen
Der Film befand sich in der Vorauswahl für den Europäischen Filmpreis 2019. Im Folgenden weitere Auszeichnungen und Nominierungen.

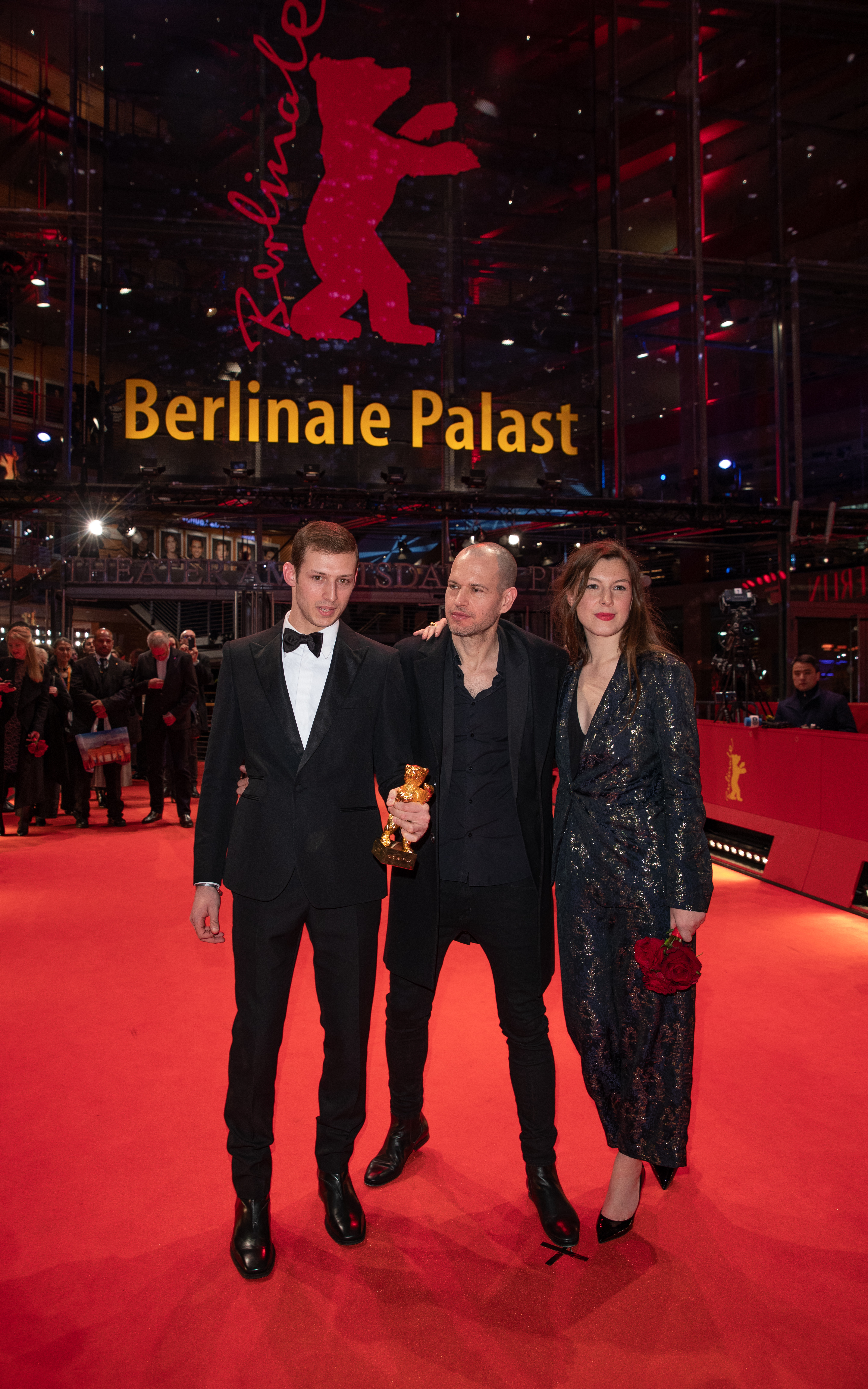
Tom Mercier, Nadav Lapid und Louise Chevillotte mit dem gewonnenen Goldenen Bären

Internationale Filmfestspiele Berlin 2019
- Auszeichnung mit dem Goldenen Bären (Nadav Lapid)
- Auszeichnung mit dem FIPRESCI-Preis im Wettbewerb

Internationales Filmfestival von Stockholm 2019
- Auszeichnung für das Beste Drehbuch im Stockholm XXX Competition (Nadav Lapid und Haim Lapid)[25]

Ophir Awards 2019
- Auszeichnung für die Beste Kamera (Shai Goldman)
- Nominierung für die Beste Regie (Nadav Lapid)
- Nominierung als Bester Hauptdarsteller (Tom Mercier)[26]
- Nominierung für den Besten Schnitt (Era Lapid, Neta Braun)

Prix Lumières 2020
- Nominierung als Révélation masculine (Tom Mercier)[27]

Sydney Film Festival 2019
- Nominierung als Bester Film für den Sydney Film Prize (Nadav Lapid)